# Danny Lauby
Daniel Lauby Junior (Terre Haute, Indiana, 11 december 1992), beter bekend als Danny Lauby, is een Amerikaanse darter die toernooien van de PDC speelt. 

## Carrière

### PDC
In 2018 nam Lauby voor het eerst deel aan de Q-school. Datzelfde jaar debuteerde hij tijdens de US Darts Masters op de World Series of Darts, waarbij hij in de eerste ronde met 5-6 verloor van James Wade.
In november 2020 kwam de Amerikaan samen met Chuck Puleo uit voor zijn thuisland op de World Cup of Darts. Doordat hij in oktober 2019 de CDC North American Continental Cup wist te winnen, kwalificeerde de Amerikaan zich ook voor het PDC World Darts Championship, dat plaatsvond in december 2020. Ryan Searle was daar in de eerste ronde te sterk.
In 2021 bereikte Lauby de finale van Challenge Tour 9. Datzelfde jaar versloeg hij samen met Puleo het Zweedse duo op de World Cup of Darts. Op het PDC World Darts Championship was de Amerikaan in de eerste ronde ondanks een matchdart niet opgewassen tegen William O'Connor.
In maart 2022 debuteerde Lauby op de UK Open.  Daarbij bereikte hij de derde ronde. Drie maanden later nam hij opnieuw deel aan de US Darts Masters. Op 17 september stond hij in de finale van Challenge Tour 19.
Op de Q-School in januari 2024 bemachtigde de darter zijn tourkaart en daarmee voor minimaal twee jaar toegang tot het professionele circuit.
Op de World Cup of Darts 2024 vormde Lauby het Amerikaanse duo met Jules van Dongen. In de groepsfase verloor het tweetal van de spelers uit Italië en Portugal.
Het duo nam ook deel aan de World Cup of Darts 2025. In de groepsfase verloor het koppel van de spelers uit Hongkong, maar won het van de darters uit Bahrein. De knock-outfase werd niet bereikt.

## Resultaten op Wereldkampioenschappen

### PDC
- 2021: Laatste 96 (verloren van Ryan Searle met 2-3)
- 2022: Laatste 96 (verloren van William O'Connor met 2-3)

### WDF

#### World Championship
- 2023: Kwartfinale (verloren van Jelle Klaasen met 1-4)

#### World Cup
- 2023: Laatste 32 (verloren van Haupai Puha met 3-4)

### PDC World Youth Championship
- 2013: Laatste 64 (verloren van Michael Blake met 3-6)
- 2014: Laatste 64 (verloren van Mike Zuydwijk met 3-6)

## Privé
- Lauby is getrouwd en vader van twee kinderen.[1]
- Naast het darten is Lauby ook actief als drumleraar en muzikant.[14]
- Lauby's vader, Dan Lauby, was ook actief als professioneel darter.